# Santa Clara de Olimar
Santa Clara de Olimar ist eine Stadt in Uruguay.

## Geographie
Sie befindet sich auf dem Gebiet des Departamento Treinta y Tres in dessen Sektor 8 in der Cuchilla Grande nahe der Grenze zum Nachbardepartamento Cerro Largo. Einige Kilometer südwestlich liegt die Stadt Cerro Chato. Nächstgelegene Ortschaft in östlicher Richtung ist Isla Patrulla.

## Infrastruktur

### Bildung
Santa Clara de Olimar verfügt mit dem im Mai 1947 gegründeten Liceo Nº 1 de Santa Clara de Olimar "Pedro Leandro Ipuche" über eine weiterführende Schule (Liceo).

### Verkehr
Durch Santa Clara de Olimar führt die Ruta 7.

## Einwohner
Santa Clara de Olimar hatte bei der Volkszählung im Jahre 2011 2.341 Einwohner, davon 1.153 männliche und 1.188 weibliche.
| Jahr | Einwohner |
| ---- | --------- |
| 1963 | 2.732     |
| 1975 | 2.829     |
| 1985 | 2.423     |
| 1996 | 2.459     |
| 2004 | 2.305     |
| 2011 | 2.341     |

Quelle: Instituto Nacional de Estadística de Uruguay

## Stadtverwaltung
Bürgermeister (Alcalde) von Santa Clara de Olimar ist Oscar Viera Lopetegui.